# Роберт Джарвик
Роберт Кофлер Джарвик (на английски: Robert Koffler Jarvik) е американски учен, изобретател и предприемач, известен със създаването на изкуственото сърце Jarvik-7.

## Биография
Роберт Джарвик е роден на 11 май 1946 г. в Мидленд, Мичиган, САЩ. Отраства в град Стамфорд, Кънектикът. Завършва университета в Сиракюз. Става магистър в областта на медицинската техника като завършва университета в Ню Йорк. Работи по създаването на един от най-успешните модели на изкуствено сърце Jarvik-7.
Първа операция с продължителен резултат по присаждане на изкуственото сърце Джарвик-7 е извършена на 2 декември 1982 г. в университетската клиника в университета Юта в Солт Лейк Сити. Операцията е извършена на зъболекаря Бърни Кларк, който живее след нея 112 дена. На 25 ноември 1984 г. е извършена втора операция на американеца Вилям Шрьодер, който след присаждането на изкуственото сърце Jarvik-7, живее 620 дни.